# Галф-Парк-Естейтс (Міссісіпі)
Галф-Парк-Естейтс (англ. Gulf Park Estates) — переписна місцевість (CDP) в США, в окрузі Джексон штату Міссісіпі. Населення — 5972 особи (2020).

## Географія
Галф-Парк-Естейтс розташований за координатами 30°22′46″ пн. ш. 88°45′28″ зх. д. / 30.37944° пн. ш. 88.75778° зх. д. (30.379331, -88.757900).  За даними Бюро перепису населення США в 2010 році переписна місцевість мала площу 7,22 км², з яких 6,88 км² — суходіл та 0,35 км² — водойми.

## Демографія
Згідно з переписом 2010 року, у переписній місцевості мешкало 5719 осіб у 2033 домогосподарствах у складі 1553 родин. Густота населення становила 792 особи/км².  Було 2335 помешкань (323/км²).
Расовий склад населення:
| - 85,0 % — білих - 7,8 % — чорних або афроамериканців - 2,8 % — азіатів - 0,5 % — корінних американців - 0,1 % — вихідців з тихоокеанських островів - 1,2 % — осіб інших рас |

До двох чи більше рас належало 2,6 %. Частка іспаномовних становила 4,6 % від усіх жителів.
За віковим діапазоном населення розподілялося таким чином: 28,2 % — особи молодші 18 років, 64,2 % — особи у віці 18—64 років, 7,6 % — особи у віці 65 років та старші. Медіана віку мешканця становила 34,1 року. На 100 осіб жіночої статі у переписній місцевості припадало 97,1 чоловіків;  на 100 жінок у віці від 18 років та старших — 94,4 чоловіків також старших 18 років.
Середній дохід на одне домашнє господарство  становив 68 812 долари США (медіана — 70 172), а середній дохід на одну сім'ю — 72 022 долари (медіана — 72 352). За межею бідності перебувало 12,4 % осіб, у тому числі 19,6 % дітей у віці до 18 років та 11,4 % осіб у віці 65 років та старших.
Цивільне працевлаштоване населення становило 2557 осіб. Основні галузі зайнятості: освіта, охорона здоров'я та соціальна допомога — 29,3 %, виробництво — 17,2 %, мистецтво, розваги та відпочинок — 11,9 %, публічна адміністрація — 11,5 %.